# 1.ª Brigada de Caballería (Ejército Imperial Japonés)

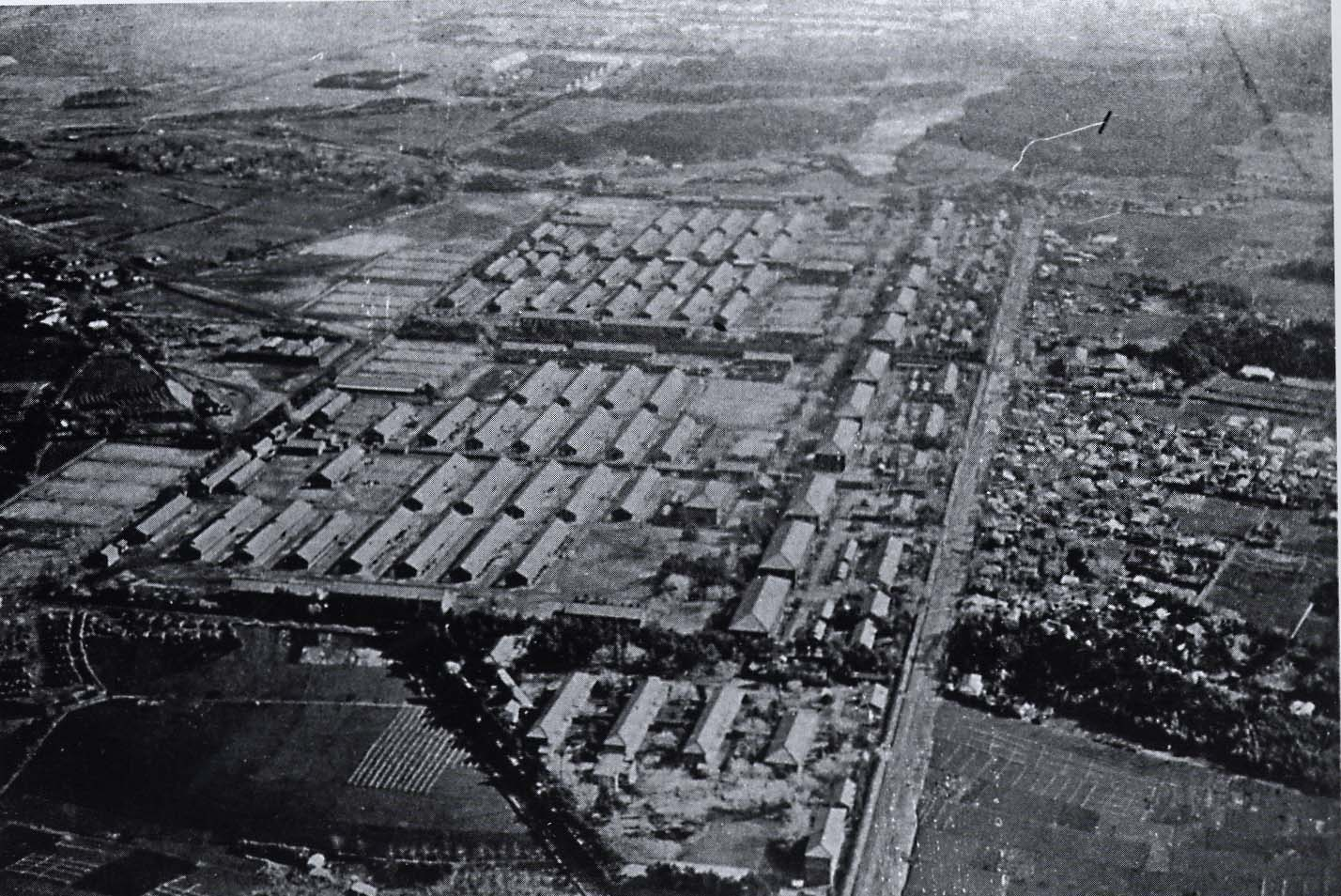
Cuartel General de la 1.ª Brigada de Caballería en Narashino.

La 1.ª Brigada de Caballería del Ejército Imperial Japonés se formó originalmente el 3 de noviembre de 1901.
Fue asignado al Ejército de Kwantung en abril de 1933 como parte del Grupo de Caballería. Luego fue asignado con el Grupo de Caballería al Ejército Japonés del Área del Norte de China en junio de 1938. Nuevamente, el Grupo fue asignado al Ejército de Guarnición de Mongolia en febrero de 1939.

## Organización
- 1.ª Brigada de Caballería
  - 13.º Regimiento de Caballería
  - 14.º Regimiento de Caballería
  - Brigada de artillería montada regimiento

### Añadidos posteriores
- Brigada de ametralladora
- Brigada Antitanque de artillería
- Brigada de tanques
- Batallón de Infantería Independiente (motorizado)
- Escuadrón de Ingenieros Independientes (motorizado)
- 1.º Regimiento de Artillería Montada
- 71.º Regimiento de caballería

- Datos: Q5101474
- Multimedia: IJA 1st Cavalry Brigade / Q5101474